# Anıl Çelik
Anıl Çelik (Ankara, 1º gennaio 1988) è un attore e produttore cinematografico turco, noto per aver interpretato il ruolo di Cengiz "CeyCey" Özdemir nella serie DayDreamer - Le ali del sogno (Erkenci Kuş) e per quello di Emre "Pablo" Eren nella serie Mr. Wrong - Lezioni d'amore (Bay Yanlış).

## Biografia
Anıl Çelik è nato il 1º gennaio 1988 ad Ankara (Turchia), fin da piccolo ha mostrato un'inclinazione per la recitazione. Oltre ad essere un attore, è anche un produttore cinematografico e lavora presso l'agenzia di talenti Tumay Ozokur.

## Carriera
Anıl Çelik ha intrapreso i suoi studi di recitazione presso la Beykent University. Nel 2006 ha fatto la sua prima apparizione sul piccolo schermo nella serie Selena nel ruolo di Ceyhun. Nello stesso anno ha interpretato il ruolo di Ege nella serie Arka Sokaklar. Sempre nel 2006 ha interpretato il ruolo di Emrah nella serie Ölümsüz kahramanlar. L'anno successivo, nel 2007, ha interpretato il ruolo di Mehmet nel film televisivo Gelinin binbasiya agidi. Nel 2008 ha recitato nella serie Kollama.
Nel 2008 ha interpretato il ruolo di Selim nella serie Sevgili düsmanim. Sempre nel 2008 ha interpretato il ruolo di Murat nella serie Kendi okulumuza dogru. L'anno successivo, nel 2009, ha interpretato il ruolo di Kerem nella serie Unutulmaz. Nel 2011 ha interpretato il ruolo di Emre nella serie Seni Bana Yazmislar. Nel 2011 e nel 2012 ha interpretato il ruolo di Metin nella serie Al Yazmalim. Nel 2012 ha recitato nella serie Yamak Ahmet con il ruolo di Emin.
Nel 2012 ha prodotto il film Lal Gece diretto da Reis Çelik. L'anno successivo, nel 2013 ha recitato nella serie Salih kusu. Nel 2014 ha interpretato il ruolo di Paytak Cezmi nella serie Kertenkele. L'anno successivo, nel 2015, ha interpretato il ruolo di Erdem nella serie Çilek Kokusu. Nel 2016 ha interpretato il ruolo di Yasar nella serie Hayat Sevince Güzel.
Nel 2016 ha recitato nel film Seytan Tüyü diretto da Murat Senoy. Nel 2018 ha recitato nel film televisivo Ask Masali. Nel 2019 ha recitato nel film Ölü Yatirim diretto da Neslihan Yildiz.
Nel 2018 e nel 2019 è entrato a far parte del cast della serie DayDreamer - Le ali del sogno (Erkenci Kuş), nel ruolo di Cengiz "CeyCey" Özdemir. Successivamente nel 2020 è entrato a far parte della serie Mr. Wrong - Lezioni d'amore (Bay Yanlış), nel ruolo di Emre "Pablo" Eren. Nel 2021 ha interpretato il ruolo di Ali nella serie Baht Zamani. Nel 2021 e nel 2022 ha ricoperto il ruolo di Hizir Mutlu nella serie Evlilik Hakkinda Her Sey. Nel 2022 ha interpretato il ruolo di Mete nella serie Senden Daha Güzel. Nello stesso anno ha recitato nei film Kuzenler Firarda 2 diretto da Kamil Cetin e in Ah Belinda diretto da Hakan Bonomo.

## Filmografia

### Attore

#### Cinema
- Seytan Tüyü, regia di Murat Senoy (2016)
- Ölü Yatirim, regia di Neslihan Yildiz (2019)
- Kuzenler Firarda 2, regia di Kamil Cetin (2022)
- Ah Belinda, regia di Hakan Bonomo (2022)

#### Televisione
- Selena – serie TV (2006)
- Arka Sokaklar – serie TV (2006)
- Ölümsüz kahramanlar – serie TV (2006)
- Gelinin binbasiya agidi – film TV (2007)
- Kollama – serie TV (2008)
- Sevgili düsmanim – serie TV (2008)
- Kendi okulumuza dogru – serie TV (2008)
- Unutulmaz – serie TV (2009)
- Seni Bana Yazmislar – serie TV (2011)
- Al Yazmalim – serie TV (2011-2012)
- Yamak Ahmet – serie TV (2012)
- Salih kusu – serie TV (2013)
- Kertenkele – serie TV (2014)
- Çilek Kokusu – serie TV (2015)
- Hayat Sevince Güzel – serie TV (2016)
- Ask Masali – film TV (2018)
- DayDreamer - Le ali del sogno (Erkenci Kuş) – serie TV (2018-2019)
- Mr. Wrong - Lezioni d'amore (Bay Yanlış) – serie TV (2020)
- Baht Oyunu – serie TV (2021)
- Evlilik Hakkinda Her Sey – serie TV (2021-2022)
- Senden Daha Güzel – serie TV (2022)

### Produttore

#### Cinema
- Lal Gece, regia di Reis Çelik (2012)

## Doppiatori italiani
Nelle versioni in italiano dei suoi film e delle sue serie TV, Anıl Çelik è stato doppiato da:
- Davide Albano[19] in DayDreamer - Le ali del sogno[20], in Mr. Wrong - Lezioni d'amore[21]

## Riconoscimenti
- Pantene Golden Butterfly Awards
  - 2018: Candidatura come Miglior attore in una commedia romantica per la serie DayDreamer - Le ali del sogno (Erkenci Kuş)